# Mbweni (Zanzibar)
Mbweni è una cittadina situata sulla costa occidentale di Unguja, la principale isola dell'arcipelago di Zanzibar, in Tanzania. Si trova 7 km a sud della capitale di Zanzibar Stone Town.
La città rappresenta una meta turistica di qualche rilievo; vengono visitati soprattutto i giardini botanici e le rovine di una missione cristiana del XIX secolo.
| Controllo di autorità | VIAF (EN) 129129924 · LCCN (EN) n89290228 · J9U (EN, HE) 987007562881305171 |